# Willem Verschuring

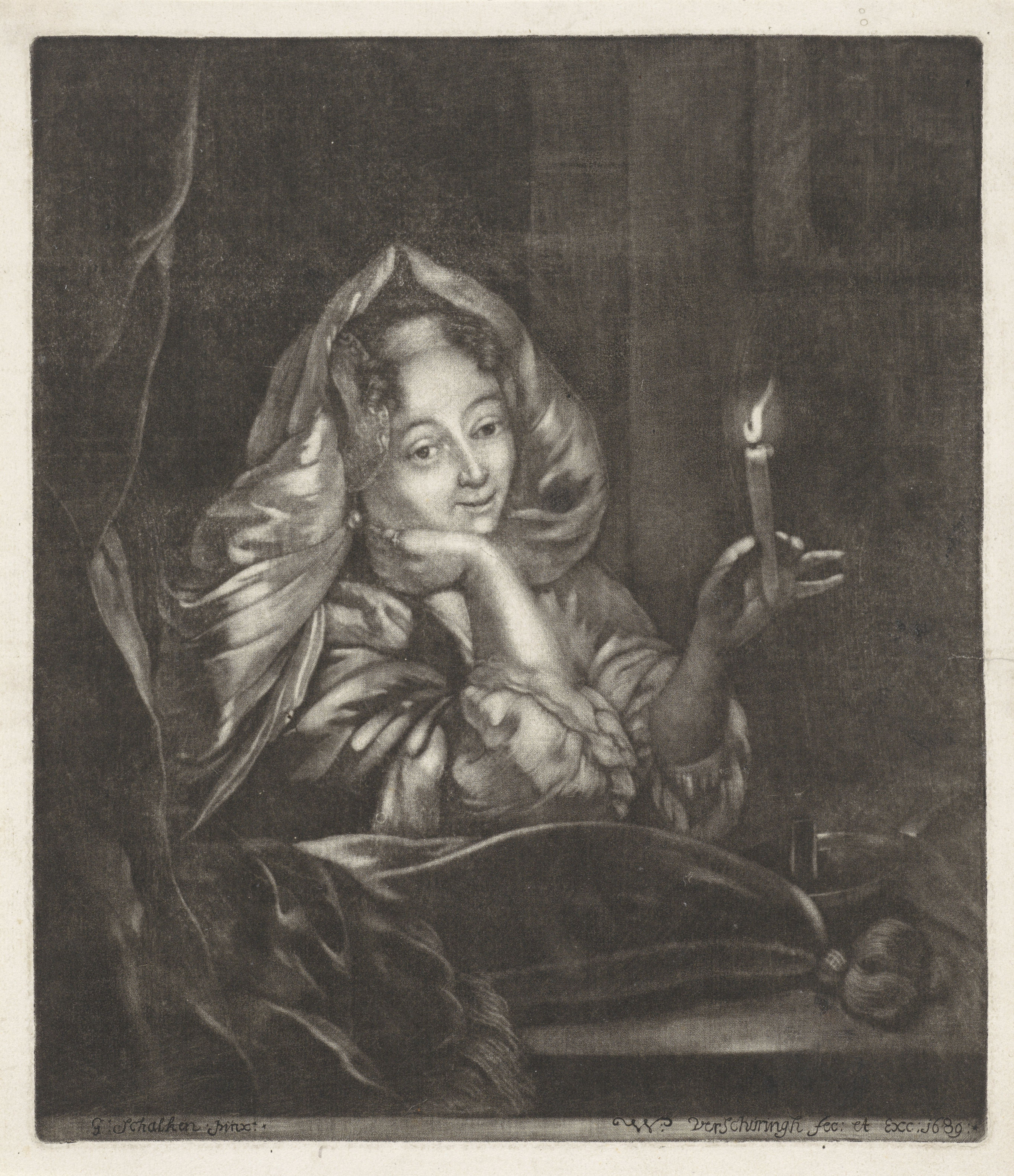
Jonge vrouw met kaars. Mezzotint naar Godfried Schalcken door Wille Verschuring

Willem Verschuring (Gorinchem, gedoopt op 25 september 1660 – aldaar, begraven op 11 maart 1726) was een veelzijdig kunstenaar, die niet alleen schilderde, maar ook actief was als uitgever, mezzotintkunstenaar en burgemeester. Gedurende zijn leven bleef hij actief in zijn geboorteplaats.
Als zoon van de kunstschilder Hendrik Verschuring ontving Willem vermoedelijk zijn eerste schilderlessen van zijn vader. Later volgde hij een opleiding bij de bekende schilder Jan Verkolje in Delft. Willem Verschuring maakte voornamelijk portretten, genrestukken en diervoorstellingen.
Naast zijn artistieke bezigheden was hij ook bestuurlijk actief in Gorinchem, waar hij lid was van de stadsraad, de functie van burgemeester bekleedde, en als belastingontvanger werkte.
- Biografisch Portaal: 39801255
- Digitale Bibliotheek voor de Nederlandse Letteren: vers130
- RKD-Nederlands Instituut voor Kunstgeschiedenis: 80643
- Union List of Artist Names: 500006008
- Virtual International Authority File: 95717516